# 46 Dywizja Piechoty (Hiszpania)

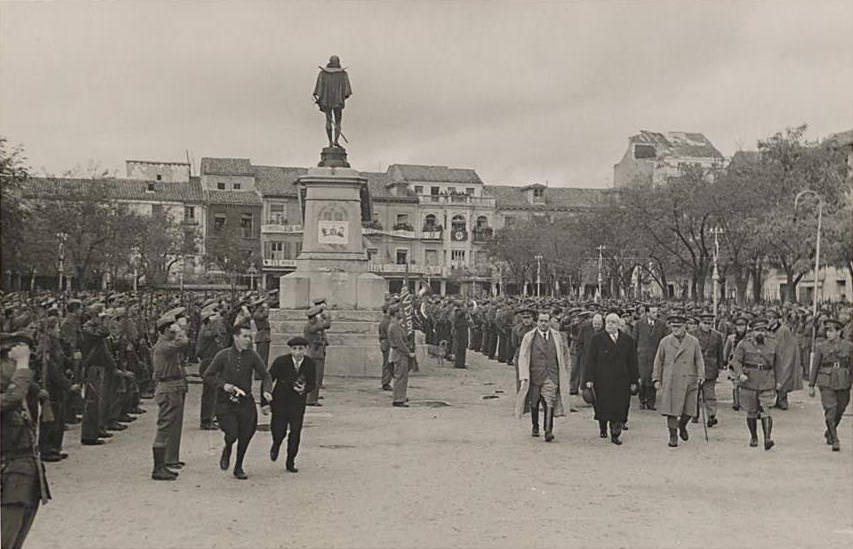
Prezydent Manuel Azaña, premier Juan Negrín i gen. Jose Miaja w otoczeniu żołnierzy 46 Dywizji Piechoty. Alcalá de Henares, 13 listopada 1937.

46 Dywizja Piechoty” (hiszp. 46.ª División) – hiszpański związek taktyczny należący do Republikańskiej Armii Ludowej, uczestniczący w hiszpańskiej wojnie domowej.
46 Dywizja Piechoty (46 DP) sformowana została w 1937. Tworzyli ją głównie Hiszpanie.  W czasie wojny domowej w Hiszpanii uczestniczyła m.in. w bitwie nad Ebro. Prowadząc działania bojowe razem z 25 i 27 Dywizją Piechoty przeprowadziła w rejonie Sierra de Pandols w dniach 16-18 sierpnia 1938 kontrataki, które jednak niewiele poprawiły sytuację wojsk republikańskich. W czasie wspomnianej bitwy wchodziła w skład XV Korpusu Armijnego Armii Ebro. 46 DP naciskana przez wojska frankistowskie, przy granicy hiszpańsko-francuskiej uległa rozwiązaniu. 

## Dowództwo dywizji
Dowódcy:
- mjr Valentín González
- mjr Domiciano Leal Sargenta
- mjr Vicente López Tovar[3]
- mjr Rodolfo Bosch Pearson

Komisarze polityczni:
- Félix Navarro
- José del Campo Sanz[3]

Szef sztabu:
- mjr Manuel Sánchez Pavón[4]

## Struktura organizacyjna
Skład w czasie bitwy nad Ebro:
- 10 Brygada, dowódca: mjr Justino Frutos
- 37 Brygada, dowódca: mjr Jerónimo Casado Botija
- 101 Brygada, dowódca: